# Tratado de Lund
El Tratado de Lund o Paz de Lund fue el tratado de paz que firmaron el 16 de septiembrejul./ 26 de septiembre de 1679greg. Dinamarca-Noruega y el Imperio sueco para poner fin a la guerra de Escania.
La guerra había comenzado cuando Suecia, instigada por Francia, atacó a Brandeburgo-Prusia. Dinamarca entró en la contienda como elemento de una liga antifranco-sueca y ocupó los dominios suecos en el norte de Alemania, se anexó Holstein-Gottorp —aliado sueco—, se aseguró la supremacía naval en el mar Báltico y recuperó algunas de sus antiguas provincias escandinavas, que había perdido en el Tratado de Copenhague de 1660. Sin embargo, Francia logró desbaratar la liga enemiga en 1678, mediante la firma de tratados de paz (los Tratados de Nimega). Así fortalecida, acudió a continuación a auxiliar a su aliado sueco. La presión militar francesa obligó primero a Brandeburgo-Prusia a firmar el Tratado de Saint-Germain-en-Laye que privó a Dinamarca de su aliado principal.
Esto animó a los diplomáticos daneses y suecos a entablar negociaciones en Lund; poco después, las tropas francesas penetraron en territorio danés y obligaron a Dinamarca a aceptar el Tratado de Fontainebleau, dictado por la propia Francia, que exigió a Dinamarca que devolviese a Suecia todas sus posesiones que le había arrebatado a lo largo del conflicto, además de restituir Holstein-Gottorp a su duque. Las negociaciones dano-suecas en Lund continuaron pese al tratado firmado en Francia, y el tratado que finalmente pactaron las dos partes no solo confirmó y detalló los términos del de Fontainebleau, sino que también incluyó una alianza secreta, debida principalmente a Gyllenstierna. Esta, frágil desde el principio, se rompió al año siguiente tras la muerte de su instigador.

## Antecedentes
En 1678-79, Luis XIV de Francia puso fin a una serie de conflictos mediante los Tratados de Nimega, entre los que destacaba la guerra franco-neerlandesa. Estos tratados fueron favorables para Francia, que conservó su ejército de cien mil soldados y su condición de gran potencia conquistadora (con las llamadas «reuniones») y la capacidad de e intervenir en la guerra de Escania.

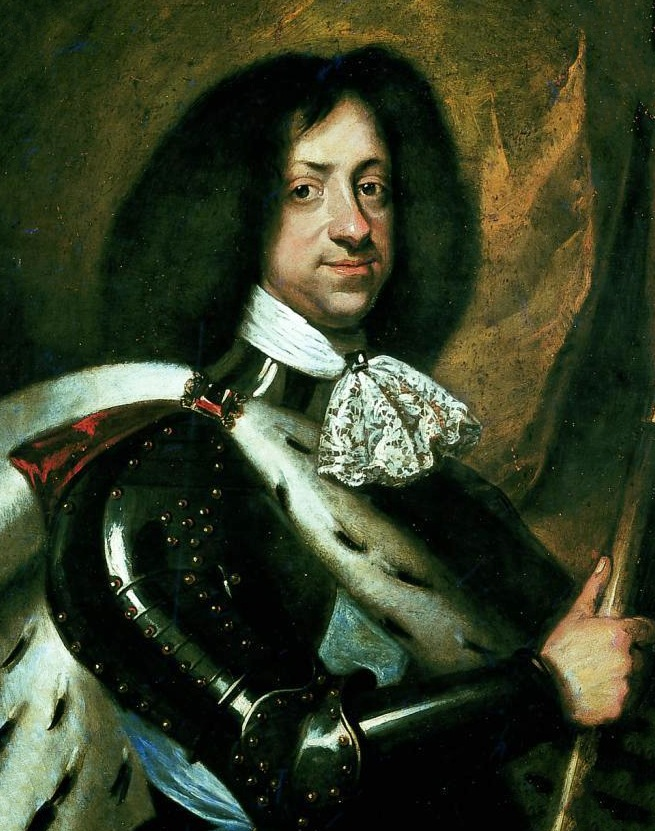
Cristián V de Dinamarca

Esta guerra había comenzado cuando Francia acució a su aliada, Suecia, para atacar a Brandeburgo-Prusia en 1674. Esta maniobra, llevada a cabo con cierta desgana por los suecos, sirvió, empero, pera que los brandeburgueses tuviesen que retirar su ejército principal de la frontera francesa para afrontar la agresión sueca. El acoso brandeburgués a Francia cedió, pero a costa de que los suecos perdiesen sus posesiones pomeranas tras sufrir una serie de derrotas entre Fehrbellin y Stralsund. Por añadidura, la ofensiva sueca contra Brandeburgo incitó a Dinamarca-Noruega, miembro como Brandeburgo de una alianza antifrancesa, a entrar en la guerra.

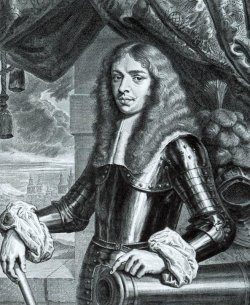
Cristián Alberto de Holstein-Gottorp, duque aliado de los suecos

Antes de atacar directamente a Suecia, Cristián V de Dinamarca expulsó a Cristián Alberto de Holstein-Gottorp de su territorio (el duque era aliado de los suecos). Cristián Alberto se había coligado con Suecia después de que el rey danés frustrase su aspiraciones a heredar Oldemburgo tras la muerte de Antonio Gunter de Oldemburgo en 1667. La ofensiva danesa de 1675, obligó a Cristián Alberto a aceptar unir su ducado a Dinamarca (Tratado de Rendsburg) y a exiliarse en Hamburgo.
A continuación, los ejércitos daneses saquearon Wismar y Bremen-Verden, posesiones suecas en el Sacro Imperio, participaron en la campaña brandeburguesa en la Pomerania Sueca y emprendieron una ofensiva naval que dos años más tarde puso fin a la supremacía sueca en el Báltico merced a la victoria en el batalla de Køge. La recuperación de las provincias cedidas a Suecia en la segunda guerra nórdica, sin embargo, resultó difícil; la invasión danesa del territorio en junio de 1676 llevó a la derrota de Lund, que dejó a los dos países beligerantes empatados, incapaces de imponerse en Escania.

## Negociaciones: Fontainebleau
Luis XIV logró quebrar la coalición antifrancesa y firmó la paz con la mayoría de sus enemigos en Nimega; seguidamente sus ejércitos cruzaron el Rin con el objetivo de socorrer a su aliado Carlos XI de Suecia, que estaba en apuros. En efecto, la invasión de las provincias brandeburguesas del Rin en mayo de 1679 obligó a Federico Guillermo I a firmar la paz y aceptar los términos dictados por los franceses en el Tratado de Saint-Germain-en-Laye. Privada de sus aliados, Dinamarca no tuvo más remedio que aprestarse también a negociar la paz.

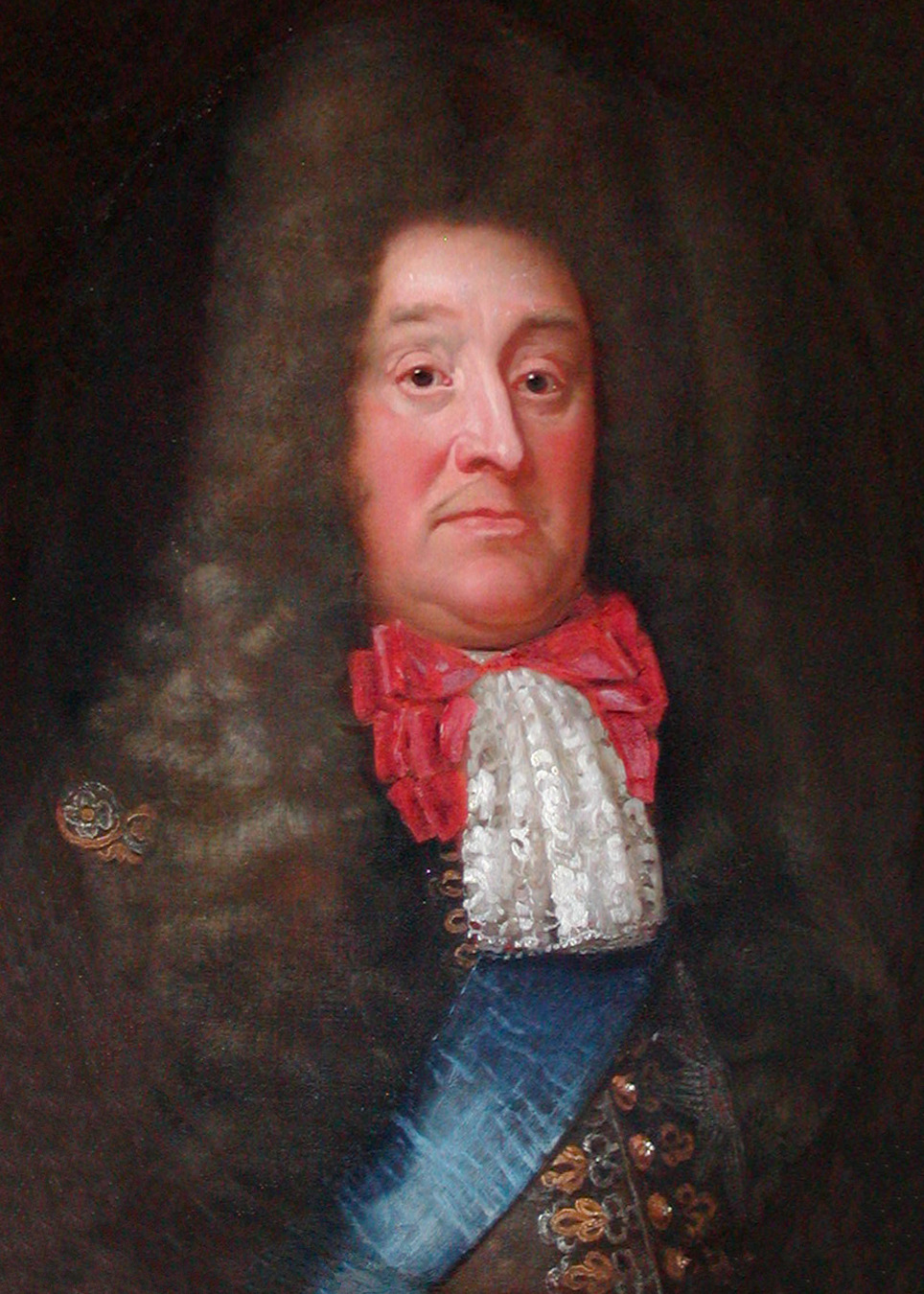
El barón Jens Juel, representante danés en las negociaciones de paz con Suecia

Las negociaciones comenzaron en junio de 1679 en la ciudad escaniana de Lund. Los plenipotenciarios daneses fueron Anton de Aldenburg y Jens Juel, mientras que los suecos fueron Johan Göransson Gyllenstierna y Frans Joel Örnstedt. Sin embargo, casi al mismo tiempo que empezaban las conversaciones de paz, el ejército francés penetró en los ducados daneses e invadió el Oldemburgo danés. El acoso francés no dejó a Dinamarca más remedio que aceptar volver a la situación prebélica (Tratado de Fontainebleau del 23 de agostojul./ 2 de septiembre de 1679greg.), que devolvió los territorios conquistados por los daneses durante la guerra a Suecia a cambio de una «compensación miserable».

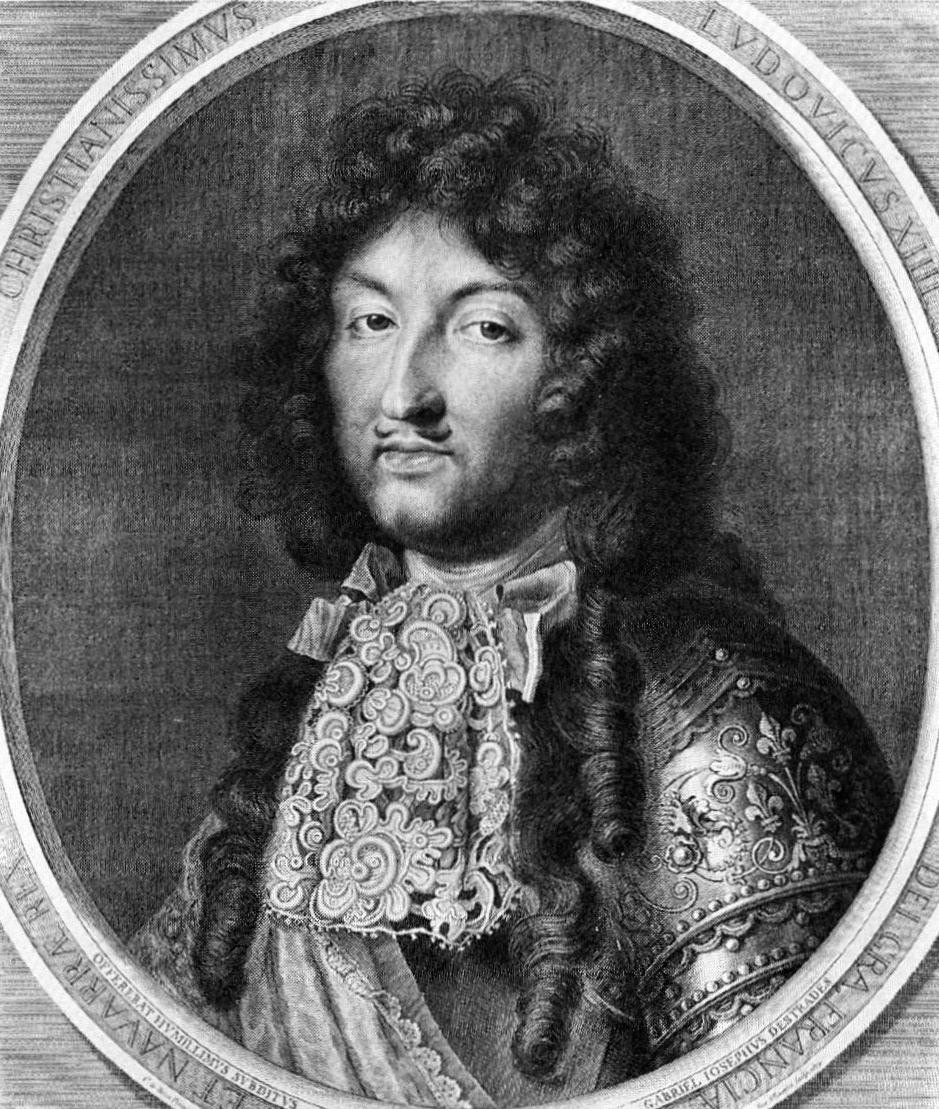
Luis XIV de Francia

El tratado, rubricado por los enviados daneses, franceses y suecos en el palacio de Fontainebleau de Luis XIV, situado al sur de París, se redactó en francés y latín. El margen de maniobra de los plenipotenciarios era limitado, ya que Luis XIV había decretado en agosto que el acuerdo debía suponer la «restitución total» del territorio sueco. Dinamarca salió de la guerra con las manos vacías: apenas se le concedieron diez cañones de cada una de las fortalezas que había conquistado. Se confirmó lo dispuesto en los tratados de Westfalia (1648), Roskilde (1658) y Copenhague (1660) y Cristián Alberto recobró Holstein-Gottorp.

## Lund
El acuerdo final de Lund, firmado el 16 de septiembrejul./ 26 de septiembre de 1679greg., detalló y enmendó el de Fontainebleau. La presión francesa aseguró que se confirmase fundamentalmente lo dispuesto en Fontainebleau y la exención de aranceles para los navíos suecos que cruzasen el estrecho de Sonda.
Dinamarca hubo de devolver a Suecia Escania, el puerto de Wismar en Mecklemburgo y el norte de la Pomerania Sueca con la isla de Rügen. Esta tenía que volver a poder de los suecos el 20 de octubre de 1679 (artículo VI), mientras que Wismar lo recuperarían únicamente después de que Dinamarca hubiera recibido las compensaciones acordadas (artículo VII).

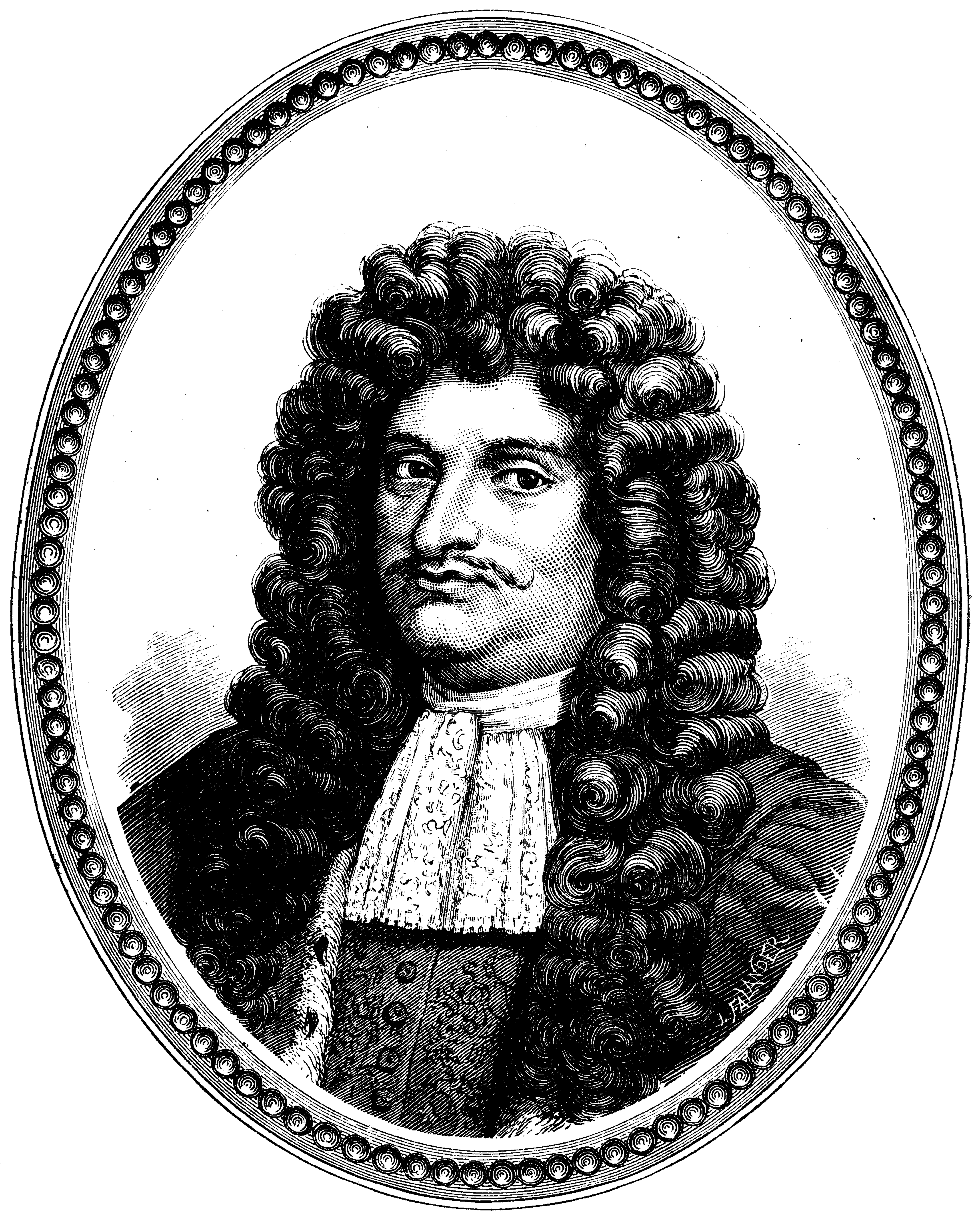
Johan Göransson Gyllenstierna

Además de los artículos públicos, el tratado contenía también algunas disposiciones secretas, debidas a la iniciativa de Johan Göransson Gyllenstierna. Plasmaban una estrategia de asistencia mutua, que para Gyllenstierna era el único modo en que los países escandinavos podían competir con Francia y Brandeburgo-Prusia. La liga debía durar diez años.
Gyllenstierna había llegado al poder durante la guerra y en 1679 controlaba la política exterior de Suecia |hasta el punto de que Carlos XI le había dado carta blanca para negociar el tratado. Su objetivo era disponer de los recursos que se empleaban en las continuas guerras con Dinamarca, afianzar el control de los dos países escandinavos en el mar Báltico, mejorar la situación comercial respecto de la República Holandesa y poder negociar en mejores condiciones con Francia las alianzas militares. Paradójicamente, era hostil a Dinamarca-Noruega —como su soberano y otras figuras destacadas de Suecia— y había propuesto eliminarla mediante una ofensiva conjunta franco-sueca justo antes de que principiasen las negociaciones de paz. Se desconocen los motivos que le llevaron a pactar la liga secreta con Dinamarca, pero se sabe que incluía cierta colaboración de los dos países en el norte de Alemania, negociaciones conjuntas con Francia y una posición común de los dos países con respecto al comercio en el mar Báltico.
También se concertó una alianza defensiva, esta sí incluida en los artículos públicos del tratado. Los secretos solamente salieron a la luz en 1870.

## Consecuencias
Aunque Carlos XI de Suecia desposó a Ulrica Leonor de Dinamarca y el conciliador Gyllenstierna fue nombrado gobernador de la disputada Escania en 1679, la muerte de este en 1680 dejó a Bengt Oxenstierna a cargo de las relaciones exteriores de Suecia. Oxenstierna revirtió las políticas del difunto Gyllenstierna y empezó a soslayar lo acordado en Lund ya en su primer año en el cargo, al ratificar un tratado holandés-sueco sin consultar a Dinamarca; luego se coligó con varias potencias europeas para obligar a Dinamarca-Noruega a abandonar Schleswig en 1689.
A principios de la década de 1690, hubo un corto período de acercamiento dano-sueco, durante el cual se renovó la alianza bilateral de Lund (1690 y 1693) por temor a las potencias marítimas; la colaboración originó la primera proclamación de neutralidad armada de las naciones escandinavas. Sin embargo, en 1700, los países volvieron a enfrentarse.